# Vojenská záslužná medaile (Lippe)
Vojenská záslužná medaile (německy Militär-Verdienstmedaille) bylo lippenské vyznamenání. Založil ho 16. května 1832 lippenský kníže Pavel Alexandr Leopold II. Původně byla udělována jen důstojníkům, ale dne 25. října 1908 byla založena medaile se stříbrnými meči na stuze, která mohla být udělována i prostým vojákům. Zanikla pádem monarchie v Lippe v roce 1918.

## Vzhled vyznamenání
Odznakem je bronzová medaile, v jejímž středu jsou korunované propletené iniciály zakladatele P.A.L. V dolním půlkruhu medaile je pak nápis DEM MILITAIR-VERDIENSTE (Vojenským zásluhám). Na zadní straně je situována lippenská růže obklopená vavřínovým věncem. Celá medaile je ke stuze připojena dubovým věncem. Ode dne 17. prosince 1914 byly k dubovému věnci přidány dva zkřížené meče.
Stuha červená se žlutým lemem.